# ABCクラフト

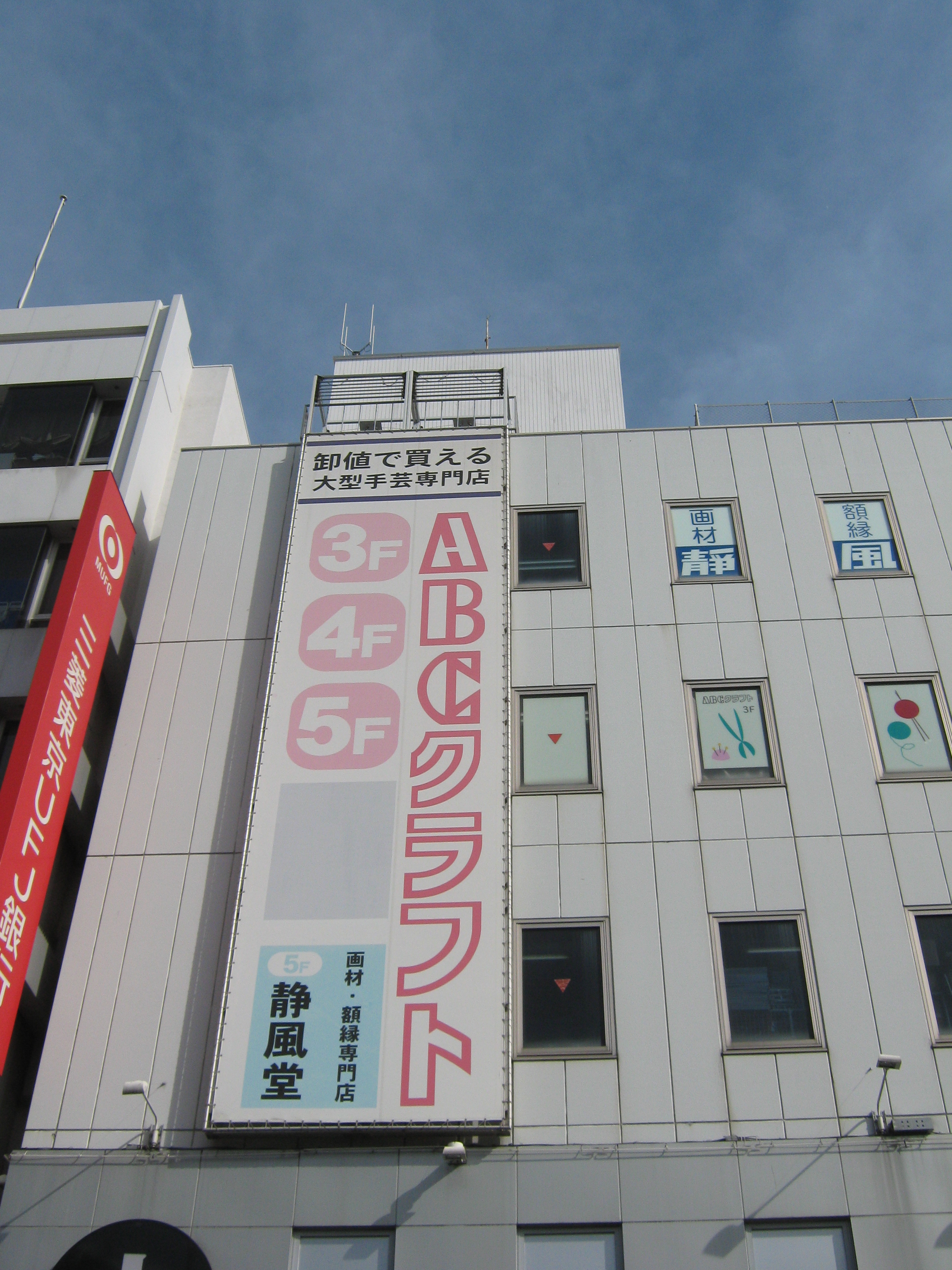
枚方店、枚方市

ABCクラフトとは日本の大阪市阿倍野区のあべのキューズモール3階に本社を置く株式会社ABCクラフトが運営する、手芸材料の大型専門チェーンである。

## 概要
1966年7月、大阪・天王寺にてエービーシークラフト店として創業。
屋号は、A店・B店・C店に分かれていた店舗形態を集合させたことに由来する。アートフラワー、手芸材料などの格安販売に端を発し、後に手芸関連としてアクセサリー・フラワー・生地・トールペイントなどの手芸材料などに販路が広がった。
創業当初から天王寺駅北口で営業していたが、2011年4月26日にエコーアクロスビル8階とあべのキューズモール3階に移転。2012年4月以降はキューズモールに店舗を集約している。
キャッチフレーズは、つくる創る造るの情報発信基地。

## 店舗
- あべのキューズモール店（大阪市阿倍野区）
  - あべのキューズタウン内「あべのキューズモール」3階。2011年4月26日オープン。「深雪スタジオ」（アートフラワーとクッキング）、「アンジュ」（クラフト&ペインティング）を併設。
- 枚方ビオルネ店（大阪府枚方市岡本町）
  - ビオルネ5階

### かつて営業していた店舗
- 天王寺店（大阪市阿倍野区）
  - エコーアクロスビル8階。あべのキューズモール店オープン以前は、エコーアクロスビルの4F～8Fに天王寺店を展開していたが、トールペイント以外は、あべのキューズモール店へ移転し、天王寺店はトールペイント専門館となった。2012年3月末をもって閉店し、あべのキューズモール店に統合され、教室もキューズモールに移転した。
- 新宿三越アルコット店（東京都新宿区新宿3丁目、新宿三越アルコット 地下3階）
  - 2012年3月31日をもって閉店し、店舗としては一部の商品を除きアンジュ東中野本店に移転した。
- 枚方店（大阪府枚方市岡東町、枚方中央ビル3階・4階・5階）
  - 2016年9月に枚方ビオルネ店へ移転した。